# Бої за Донецький аеропорт
Бої за Донецький аеропорт тривали з вересня 2014 року до 23 січня 2015 року і стали одними з найзапекліших у війні на сході України. Бої розгорнулися між українськими військами і бійцями добровольчих формувань з однієї сторони та силами проросійських збройних угруповань і окупаційних військ з іншої за контроль над Донецьким міжнародним аеропортом.
Після бою 26 травня 2014 року все літо в аеропорту не відбувалося значних сутичок, проте з вересня 2014 року розпочалися важкі бої.
Українські військовики утримували старий та новий термінали аеропорту, опорним пунктом українських сил було селище Піски — через нього захисникам аеропорту поставляли провізію та боєприпаси, через нього здійснювалася ротація бійців. У цьому ж селищі була розгорнута артилерія вогневої підтримки. Проросійські сили атакували аеропорт з прилеглого Київського району Донецька, з території монастиря на півдні та с. Спартак на сході.
Проросійські сили здійснювали систематичні штурми терміналів, займаючи нові позиції, втрачаючи їх та знову готуючи штурми. Внаслідок боїв руйнувалася інфраструктура аеропорту — у грудні 2014 року значних руйнувань зазнав старий термінал, 13 січня 2015 року остаточно впала диспетчерська вежа, яку утримували українські бійці. У новому терміналі бої точилися за різні його поверхи — на фінальних етапах битви українські вояки утримували перший поверх, а підвал та верхні поверхи контролювалися супротивником.
20 січня 2015 року проросійські сили підірвали новий термінал, бетонні перекриття і стеля у багатьох секціях обвалилася, ховаючи під собою українських захисників. 22 січня 2015 року вцілілі захисники вийшли з термінала, проте багато поранених і контужених українських бійців потрапила до полону. Оборона терміналів аеропорту тривала 242 дні.
За час боїв українська армія вибудувала оборону, створивши лінію укріплень навколо злітної смуги по периметру навколишніх сіл — у Пісках, Водяному, Опитному, біля вентиляційного ствола шахти Бутівки.
Бої за Донецький аеропорт стали символом незламності та бойового духу українського війська, а захисники терміналів отримали прізвисько — «кіборги». [⇨]

## Передумови
Спроби встановлення контролю над донецьким аеропортом сепаратисти під проводом російських військових спеціалістів почали здійснювати 17 квітня 2014, на 10-й день після проголошення терористами невизнаної так званої «Донецької народної республіки». Цього дня до летовища прибули від 70 до 200 бойовиків «ДНР», над входом до аеропорту було вивішено прапор цієї терористичної організації, проте аеропорт залишився під українським контролем. 6 травня робота летовища припинялася через загрозу безпеці польотів.

### Бій 26 травня 2014

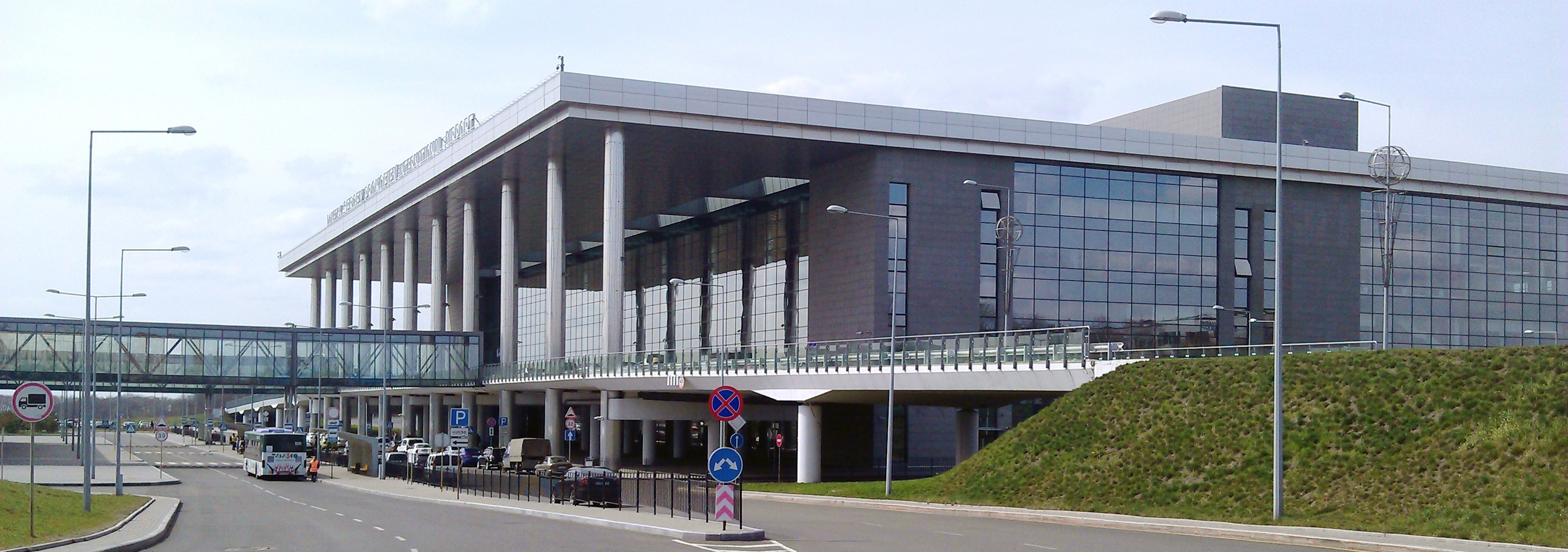
Донецький аеропорт до початку бойових дій

26 травня 2014 року відбулася спроба захоплення терміналів Донецького аеропорту групами російських спецпризначенців, найманців та проросійських бойовиків. До Донецька прибула російська група «Іскра», а також підрозділ чеченських вояків із загонів Кадирова. Ці формування були посилені підрозділами батальйону «Восток», який тоді формувався з місцевих колабораціоністів на чолі з Олександром Ходаковським. Російські та колабораціоністські сили висунулися в район аеропорту і почали займати позиції в Новому терміналі, розмістивши на даху автоматичні гранатомети. Частина сил зайшла через підземні комунікації. Персонал та мирні жителі на той час були евакуйовані з аеропорту.
У відповідь на висування росіян українське командування відправило в район аеропорту бойові гелікоптери Мі-24 та штурмовик Су-25.
Українські підрозділи спецпризначенців 3-го кропивницького полку, а також десантники 25-ї бригади і офіцери спецрезерву ГУР, що на той час знаходилися в Старому терміналі та околицях аеропорту, підтримали українську авіацію вогнем. Проросійські сили почали зазнавати втрат загиблими й пораненими, після чого завантажилися в машини й відступили до Донецька.
На Путилівському мосту, що сполучає аеропорт з Донецьком, вантажівка з відступаючими бойовиками була розстріляна гранатометним вогнем своїх же поплічників, що сприйняли її як українську атаку.
За різними оцінками, проросійські сили втратили від 40 до 100 чоловік загиблими. Загинув один з командирів Іскри — полковник ФСБ Борис Сисенко, серед загиблих виявився також десантник 45-го полку спецпризначення Олексій Юрін.

## Сили сторін

### Українські сили
До оборони аеропорту в різний час були залучені 3-й полк спецпризначення, зведена ротно-тактична група 72 ОМБр, десантні бригади України та добровольці з Добровольчого українського корпусу (Правий сектор). Селище Піски обороняли підрозділи батальйону МВС «Дніпро-1», артилеристів і танкістів 93-ї механізованої бригади, танкісти 1-ї танкової бригади, які також виконували бойові завдання на території аеропорту. Північні підступи до аеропорту обороняли військовослужбовці Зведеного загону Повітряних Сил. У жовтні на посилення в Піски та аеропорт перекинуто підрозділи 95-ї аеромобільної бригади, 79-ї аеромобільної бригади, 74-го розвідувального батальйону, добровольчого батальйону «ОУН». З другої половини листопада Донецький аеропорт та навколишні поселення обороняли бійці 90-го окремого аеромобільного батальйону 81-ї десантно-штурмової бригади, які завдяки своїм успіхам при знищенні бойовиків у першій половині грудня, зокрема російських спецпризначенців, стали відомими на весь світ. В січні 2015 року в обороні нового терміналу брали участь бійці 3-го батальйону 80-ї десантно-штурмової бригади.
Важливу роль для оборони аеропорту має ефективне командування і той факт, що в аеропорту командири залишають лише добровольців.

## Перебіг подій

### Бої після Мінських угод
Спроби штурму Донецького аеропорту терористи активізували у вересні після підписання так званих «мінських угод». На думку Ю. Бутусова, саме мінські угоди спровокували загострення протистояння, оскільки аеропорт потрапив у зону відведення українських військ, натомість для терористичних банд бойове здобуття аеропорту важливо як демонстрація політичної перемоги.
Станом на 4 вересня українські піхотинці 93-ї механізованої бригади та бійці 3 полку спецпризначення утримують аеропорт. Перебуваючи в оточенні та під обстрілами, бійці захопили полонених — 7 військовослужбовців російської армії, серед них — один офіцер-артилерист. Українські війська тримають оборону за 800 м від межі Донецька, тут щодня відбуваються бої, позиції сил АТО вороги обстрілюють з артилерії та мінометів — до 50 обстрілів щодня.
9 вересня у боях окупанти втратили три танки та 2 БТР, водночас позиції українських підрозділів були обстріляні з установок залпового вогню «Град».
12 вересня близько 19-ї години розпочався черговий штурм проросійськими бойовиками українських військ із застосуванням артилерії, Дмитро Тимчук: «Штурм був відбитий. Після цього терористи двічі обстріляли аеропорт зі ствольної артилерії і мінометів».
14 вересня бойовики здійснили чергову спробу нового штурму аеропорту, обстрілюють із 2 «Градів», штурмують за допомогою 6 танків, за попередніми неофіційними даними, загинуло п'ять мирних жителів, близько 10 осіб поранено.
15 вересня в бою біля аеропорту загинули троє бійців АТО, ще декілька чоловік отримали поранення. За даними РНБО у штурмі брали участь близько 200 бойовиків. Того дня сили АТО в районі аеропорту знищили 12 бойовиків та два танки, ще один танк був захоплений.
17 вересня атаки на українські сили були надзвичайно сильними, з'явилася інформація, що в них беруть участь до роти контрактників ГРУ ГШ МО РФ. 18—19 вересня терористи обстрілювали аеропорт та зробили чергову спробу його захопити, обстріл вівся з району Азотного та Курахового із застосуванням 5 танків з міста і ще 2 з тилу, українські військові змусили їх відійти.
Наприкінці вересня оборону аеропорту і Пісків здійснювали підрозділи 79-ї миколаївської аеромобільної, 93-ї дніпропетровської механізованої бригад, 3-го кіровоградського полку спецпризначення, добровольчого корпусу «Правий сектор», батальйону МВС «Дніпро».
22 вересня 2014-го загинув у бою в районі аеропорту Донецька під час мінометного обстрілу російськими збройними формуваннями з боку села Спартак вояк Олексій Пінчук.
28 вересня 2014 танк Т-72 з угрупування «Дизель» з боку вулиці Путилівська Роща прямим наведенням підбив українську БМП 93-ї бригади Сергія Колодія, БТР 79-ї бригади Олексія Тищика, яка щойно прибула у ДАП разом з десантом, а також танк 17-ї танкової бригади. У відповідь на обстріл висунувся український танк під командуванням Євгена Межевікіна, що знищив Т-72 разом з екіпажем. Було підбито також інший танк проросійських сил. Всього того дня загинуло 11 українських бійців, двоє з яких станом на 2017 рік вважаються зниклими безвісти.
1 жовтня 2014 відбулася чергова спроба бойовиків атакувати аеропорт. Українські десантники відбили напад терористів, убито 7 з них, близько 10 отримали поранення, загалом за добу на аеропорт було здійснено 4 атаки, під час однієї з них бойовикам вдалося прорватися у будівлі терміналів. О 6-й ранку 2 жовтня почався новий масований наступ терористів на позиції українських військ, так звані «непідконтрольні» бойовики з 2-х (в інших джерелах 4-х) танків та зенітних установок ЗУ-23-2 обстрілювали українські позиції в аеропорту; за добу було здійснено 2 штурми, терористи із втратами відступили. 3 жовтня у соціальних мережах з'являються дані, що у бою попереднього дня втрати терористів могли сягнути 200 чоловік — за непідтвердженими даними. Того ж дня речник Інформаційно-аналітичного центру РНБО Андрій Лисенко повідомляє, що під донецький аеропорт направлено цілий підрозділ російських безпілотників та військову техніку для терористів. О 18:20 медіацентр АТО повідомив, що частина старого терміналу Донецького аеропорту охоплена пожежею. Під час штурму бойовики застосували проти українських військових димові шашки та під їх прикриттям захопили перший поверх. Контратакою сил АТО терористів було відкинуто на вихідні рубежі.
3 жовтня увечері в новинах УТ-1 повідомлялось, що під час чергового штурму проросійськими бойовиками Донецького аеропорту загинули п'ятеро українських військових, у пресцентрі РНБО не підтвердили, але й не спростували цю інформацію. Вранці 4 жовтня пресцентр РНБО оприлюднює інформацію про 1 загиблого та 3-х поранених. Згодом РНБО повідомляє, що при спробі штурму аеропорту було вбито 12 терористів. Того ж дня проведено часткову ротацію сил АТО, довезено велику кількість зброї та набоїв.
5 жовтня вранці бойовики здійснили 2 атаки, речник штабу АТО Владислав Селезньов повідомив: «О 5:10 була перша атака з танками та стрілецькою зброєю. Піхота пішла за підтримки танків, як завжди. Друга атака була о 9:50. Танки вийшли на вогневі позиції і почали бити прямою наводкою по терміналах». Увечері того ж дня починається посилений штурм аеропорту, бої тривали до пізньої ночі, українські військові відбили атаку при вогневій підтримці підрозділів у Пісках.
7 жовтня представник полку особливого призначення «Азов» Андрій Дзиндзя заявив, що у боях за аеропорт Донецька тільки в останні дні загинуло більше ніж 400 терористів: «У терористів в Донецьку почалася паніка. У морзі нарахували 427 терористів, яких привезли з аеропорту, і це тільки за вихідні дні. Бійці Мотороли, які поранені лежать у лікарні, кажуть, що їх зливають і сьогодні буде їх останній бій. Також бійці розповідають, що їх командир зрадив, залишив в аеропорту, а сам втік роздавати автографи на честь 6 місяців ДНР».
У ніч з 8 на 9 жовтня терористичні угрупування здійснювали ще одну спробу захопити аеропорт. Вранці 9 жовтня через пункт пропуску «Ізварине» з Росії входить чергова колона техніки, повідомив координатор групи «Інформаційний спротив» Дмитро Тимчук, довезені набої перекидаються в район Донецького аеропорту — близько 50—60 % всіх мінометних мін, артилерійських та реактивних снарядів, що прибувають з РФ.
- Руїни терміналу. 9 жовтня 2014.
- Старий термінал. 9 жовтня 2014.
- Знищений Як-42 авіакомпанії ДонбасАеро. 9 жовтня 2014.

Українських військових, котрі утримують Донецький аеропорт, обстрілюють з російської системи «Тюльпан» — 10 жовтня 2014-го повідомив генерал Микола Маломуж:
Застосовувались танки, БТР, самохідні артилерійські установки. Згодом почали застосувати системи «Град», «Ураган». А тепер підтягнули систему «Тюльпан», надзвичайно потужну, з боєзарядами до 130 кілограмів, які використовуються для завдання ударів по бліндажах, укріплених спорудах. На озброєнні української армії «Тюльпанів» немає. Це російська зброя.
11 жовтня бойовики здійснювали чергову спробу штурму аеропорту, із — як зазначили в РНБО — значними втратами.
12 жовтня Президент України Петро Порошенко повідомив таке:

| Наші відважні воїни героїчно тримають оборону Донецького аеропорту, який вже став символом мужності і героїзму. З вражаючими мужністю і відвагою. Українськими кіборгами прозвали вороги цих героїв. Карбувати їхній подвиг в літописі української бойової слави треба буде золотими літерами. Держава належним чином оцінить їх мужність. |
| — Петро Порошенко, 12 жовтня 2014 |

13 жовтня після артилерійської підготовки бойовики вчергове атакують Донецький аеропорт, штурм відбито. Уночі з 14 на 15 жовтня під прикриттям артилерійського та мінометного обстрілів бойовики намагалися штурмувати українські позиції, без визначних успіхів. 15 жовтня на брифінгу речник Інформаційно-аналітичного центру РНБО Андрій Лисенко повідомив, що на території аеропорту в даний час перебувають тільки українські військові: «Всі, хто намагався захопити аеропорт, зараз або вбиті, або відступили».
Уранці 16 жовтня бойовики підігнали до аеропорту бульдозер — для використання в штурмах; подібна інженерна техніка, котра терористами використовувалася, виведена з ладу в ході бойових зіткнень.
- Руїни ангара. 16 жовтня 2014.
- Новий термінал. 16 жовтня 2014.

17 жовтня на брифінгу РНБО повідомляється, що, за оперативними даними, понад 70 % особового складу терористичного підрозділу, створеного з колишніх міліціонерів, що штурмував донецький аеропорт, дезертувало. Разом із тим, у другій половині дня розпочався інтенсивний бій за аеропорт, інтенсивність обстрілу є однією з найвищих за весь час боїв, вибухи чутно в центрі та північній частині Донецька, імовірно, застосовуються великі артилерійські системи, можливо, танки та САУ. Того ж дня старший лейтенант ЗСУ Дмитро Сорока, що тривалий час захищав донецький аеропорт, оповів подробиці боїв:
Патронів достатньо, техніка підходить… Я дзвонив в приймальню штабу АТО, говорив, що якщо додадуть кілька танків і декілька сотень чоловік, це буде стримуючим фактором. Бойовики розуміють, що коли в аеропорту або поруч є 7—10 танків, то 2 або трьома танками заїжджати не варто… Там зараз десантники, спецпризначенці. Іноді буває зв'язок з жителями Донецька по телефону, іноді нам дзвонять і розповідають, що з парку ім. Щербакова звезено понад сто постраждалих і поранених з боку «ДНР». І ми розуміємо, що коефіцієнт 1/5 або 1/7. Не менше. За одного вбитого з нашого боку бойовики втрачають 5—6 своїх. Ми чули, що керівництво, ті, хто штурмує аеропорт, — росіяни, але приєднуються також хлопці з Донбасу.
19 жовтня при відбитті атаки російських збройних формувань на Донецький аеропорт загинув солдат Петро Максименко.
20 жовтня відбулося 2 штурми аеропорту «неконтрольованими» терористами із застосуванням гранатометів та мінометів, якихось цілей нападниками не досягнуто.
Увечері 21 жовтня терористичні батальйони «Оплот» та «Восток» здійснили дві спроби штурму донецького аеродрому, але зазнали втрат і відступили. Станом на ранок зазначені бандформування, зазнавши серйозних втрат, тимчасово призупинили участь в активних бойових діях. Ці терористичні групи проходять доукомплектування та поповнення бойовою технікою шляхом ресурсів із території РФ. 22 жовтня «неконтрольовані» збройні формування намагалися штурмувати диспетчерську вежу, після втрат відступили.
23 жовтня під час «режиму тиші» «неконтрольовані» бойовики вчергове здійснили атаку на летовище, наслідком чого став підбитий БТР нападників. 24 жовтня бойовики «ДНР» перекривають північну частину Київського району Донецька з метою заблокувати всі підходи до аеропорту, сайт 062 з посиланням на очевидців: «Проїзд з площі Шахтарської на проспект Київський перекритий. Концентрація людей в камуфляжі з предметами, схожими на зброю», «На „Вільнюсі“ перекривають дорогу, хтозна чому», «Сказали, беруть аеропорт в кільце, поставили танки, і тому перекрили дорогу».
24 жовтня президент Росії Володимир Путін заявляє, що, згідно з його точкою зору — мотивуючи мінськими домовленостями — українські війська повинні залишити аеропорт у Донецьку.
25 жовтня журналіст російського телеканалу «Дождь» Тимур Олевський, котрий 24-го перебував у Донецьку та в Донецькому аеропорту, в ефірі одного телеканалу розповів, що терористи того дня почали обстрілювати одне одного, лише потім атакували аеропорт: «Самі вони діяли достатньо дивно — вони декілька годин обстрілювали власні позиції з „Градів“ та мінометів. Таке враження, що одне угруповання воювало з іншим та било по тих місцях міста та будівлях аеропорту, де українських військових немає». Також журналіст зазначив, що українська армія в аеропорту відстрілюється дійсно вельми обережно: «Це дійсно точкові постріли і вони припиняються тільки-но припиняється обстріл з іншого боку».
27 жовтня українські військові провели успішну операцію по ліквідації терористичної бази поблизу донецького аеропорту: танкісти на 4 танках виїхали на бойове завдання та зруйнували базу бойовиків, котра розміщувалася в гіпермаркеті біля донецького аеропорту.
30 жовтня бойовики тричі обстріляли українські підрозділи, точним вогнем у відповідь вогневі точки бойовиків нейтралізовані.
31 жовтня «кіборги» повідомили, що під час одного з нападів бойовиків на Донецький аеропорт українські військовики запропонували здатися ворогам, котрі потрапили у безвихідне становище, ті відмовилися і загинули: «Один з них був тяжкопоранений, наші повезли його до лікарні, але по дорозі він помер. Тепер його тіло в морзі в Красноармійську. При ньому були: табельна зброя, військовий квиток, паспорт громадянина РФ, а також індивідуальний жетон».

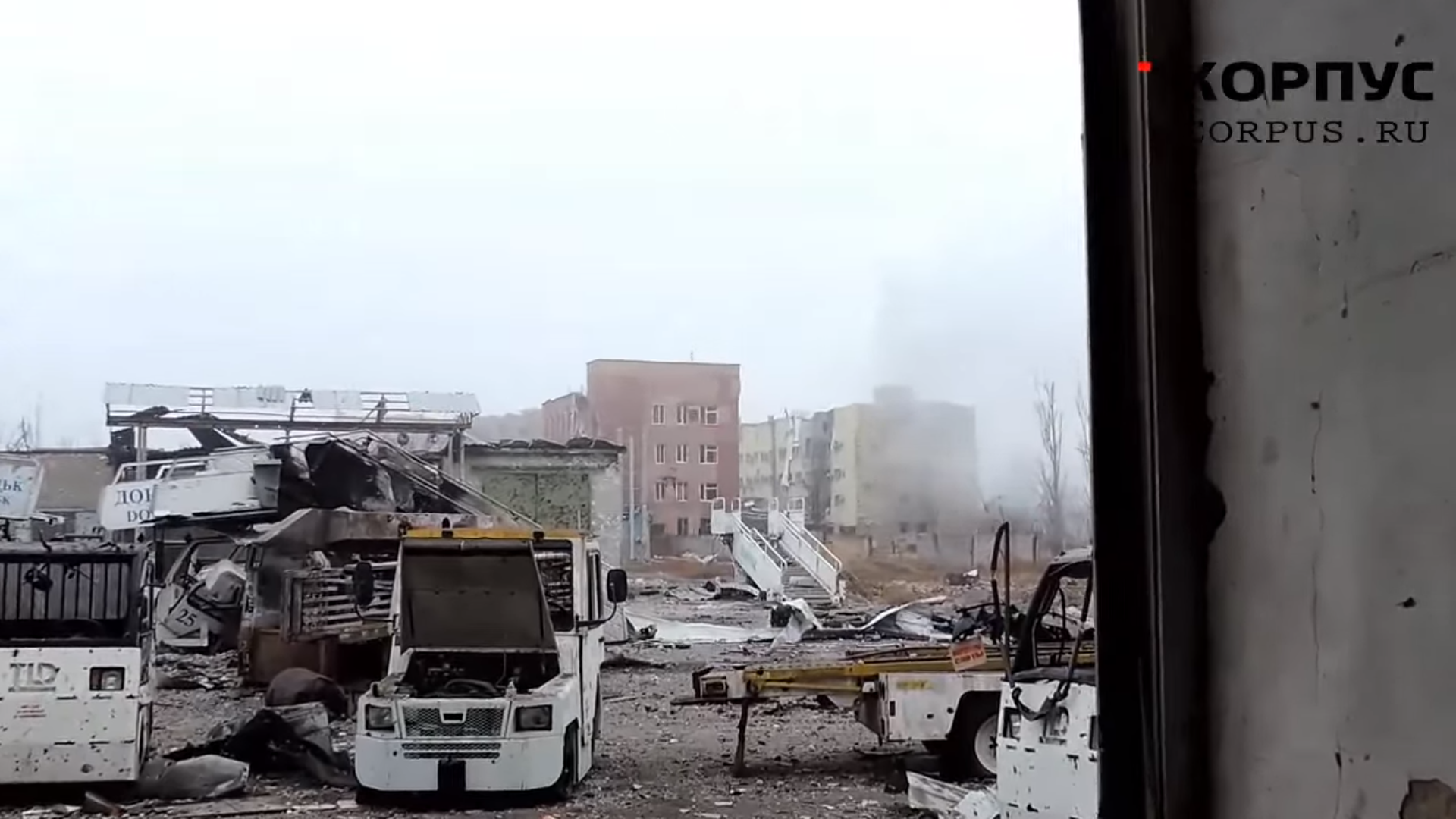
Руїни готелю біля аеропорту і техніка аеропорту, 7 листопада 2014

2 листопада військові повністю зачистили одне з приміщень нового терміналу — на другому поверсі раніше були бойовики. Після цього зведені підрозділи десантників і розвідників, підняли над аеропортом 3 українських прапори, це вони здійснили під постійним обстрілом з важкої артилерії і «Градів». 5 листопада аеропорт 4 рази терористи обстріляли з артилерії, гранатометів, мінометів і стрілецької зброї, після прицільного вогню у відповідь атакових дій не відбулося.
4 листопада В. Селезньов зазначив, що з 10:15 у Донецькому аеропорту тривав обстріл позицій сил АТО зі стрілецької зброї та АГС. З 14:30 бойовики застосували 100-міліметрові протитанкові гармати МТ-12 «Рапіра» та вели прицільний вогонь по силах АТО. Українські військові вогнем у відповідь знищували вогневі точки бойовиків. В бою загинув воїн-десантник Миколаївської бригади.
6 листопада під час мінометного обстрілу в ході штурму російськими бойовиками диспетчерської вежі аеропорту загинув сержант 79-ї бригади Юрій Голота.
7 листопада у пресцентрі АТО повідомили про знищення вогнем артилерійських підрозділів близько 200 бойовиків, які напередодні обстріляли українських бійців в Донецькому аеропорту. Внаслідок вогневого нальоту було знищено, або пошкоджено 4 танки сепаратистів, 2 БТРа, 2 гаубиці Д-30 та 1 БМП. Того дня загинув підполковник Павло Колесников, 79-та бригада, загинув при зміні позиції від кулі снайпера.
У ніч з 7 на 8 листопада солдат Богдан Здебський загинув — у той час до аеропорту пробивався черговий загін десантників, Богдану та іншим снайперам дали завдання прикривати прохід підкріплення. В часі обстрілу терористами та російськими військовими одного з українських вояків важко поранило, Здебський відтягнув його у безпечне місце, зайнявши згодом його позицію. Бронебійні кулі терориста потрапили йому у груди та пробили обидві легені. 8 листопада 2014-го загинув під час ранішнього бою в аеропорту Донецька старший прапорщик Сергій Баранов-Орел. При виставленні «секретів» поблизу нового терміналу двоє десантників зазнали смертельних поранень — потрапили в засідку та вступили у нерівне вогневе протистояння з російськими бойовиками. Сергій помер від важкого поранення та втрати крові.
10 листопада один із «кіборгів» заявив, що бойовики воюють не лише з українськими військовими, а й обстрілюють російські війська.
В 10-х числах листопада українські силовики в аеропорту Донецька затримали і допитали росіянина, що брав участь у бойових діях на боці бойовиків. Під час допиту бойовик зізнався, що приїхав із Пермської області, буцімто для того, щоб забрати сестру, однак потім узяв зброю в руки та почав воювати проти українських військових.
12 листопада вранці бойовики вчергове обстріляли українські позиції в аеропорту, поранено одного з військовиків. На одному з блокпостів біля аеропорту затримано автомобіль, у ньому перебувало двоє російських військових — приїхали воювати на боці терористів, одним із завдань затриманих було збирати інформацію. Росіяни не розгледіли український прапор та вирішили, що приїхали «до своїх». Один із затриманих — Бондарук Олександр Петрович, — мав при собі набір документів, які вказували, що він проживає у Мурманську. Вранці 12 листопада від розриву міни під час обстрілу біля Опитного загинув солдат 93-ї бригади Богдан Муштук.
13 листопада група «ІС» повідомляє, що Росія перекинула до Донецького аеропорту серйозно озброєний снайперський підрозділ — найновіші вироби російського військово-промислового комплексу — великокаліберні снайперські гвинтівки. Того ж дня в часі довезення продовольства та проведення планової ротації особового складу були поранені п'ять військових — терористи із засідки вели вогонь з великокаліберних кулеметів, автоматичних гранатометів й снайперських гвинтівок. Увечері терористи здійснюють іще одну спробу штурму, яка була відбита, при цьому терористи намагаються знищити комунікацію між захисниками об'єкту та основними українськими силами.
14 листопада під час двох атак бойовики втратили 10 людей. Разом із тим в околицях аеропорту поблизу села Спартак та Піски було знищено 2 позиції бойовиків. 14 листопада терористи обстріляли колону поблизу аеропорту Донецька біля села Первомайське Ясинуватського району — військові виходили на ротацію та потрапили у засідку, машина згоріла. Загинули вояки 28 бригади Руслан Біленко та Іван Ворохта.
16 листопада українські сили розгромили чергове угруповання бойовиків, що штурмувало донецький аеропорт. При цьому знищено 23 бойовиків, 27 поранено.
18 листопада у бою від кулі снайпера загинув солдат 74-го окремого розвідувального батальйону Полянський Ілля Анатолійович.
19 листопада українські військові — 93-тя мехбригада — відбили у бойовиків стратегічну висоту поблизу Донецького аеропорту. З цієї позиції ворог регулярно обстрілював захисників аеропорту. Протягом доби терористи 5 разів обстрілювали донецький аеропорт з «Градів», мінометів та стрілецької зброї.
21 листопада при проведенні зачистки території поблизу летовища підірвалися на фугасі 3 вояки, один з них загинув.
Під час боїв біля аеропорту вночі 21—22 листопада загинуло 2 розвідники — повідомила активістка Олена Білозерська. Один із загиблих розвідників — хлопець з Івано-Франківщини на прізвисько «Морпєх», другий — Всеволод Воловик, досвідчений військовий. 22 листопада біля аеропорту «Донецьк» — поблизу населеного пункту Піски — бандити здійснили спробу атакувати опорний пункт одного з українських підрозділів, атаку відбито із нанесенням ворогові численних втрат..
23 листопада один з терористів здався українським військовим в аеропорту — прийшов по злітній смузі з піднятими руками. У бойовика виявився російський паспорт, хоча він запевняє, що з Вінниці, та що в аеропорту опинився випадково.
27 листопада «гобліни» з так званої «Новоросії» 13 разів намагатися атакувати позиції українських військ поблизу аеропорту «Донецьк», безрезультатно. 28 листопада терористи тричі обстрілювали аеропорт, 29-го від 12.00 штурмовий загін найманців почав атаку з відкриттям вогню із установок «Град»; бій триває в районі нового терміналу. Через масований обстріл донецького аеропорту і прилеглого селища Піски двоє військовослужбовців з 79-ї бригади важко поранені. 29 листопада при обороні аеропорту загинув молодший сержант 79-ї бригади Андрій Горбань, ще 15 поранено.
У період з 30 листопада і до 11 грудня поступово проводивши ротацію кіборгів, які тримали позиції Донецького аеропорту, зайняли позиції бійці 90 аеромобільного батальйону, який пізніше ввійшов у склад новосформованої 81 аеромобільної бригади. Себто всі бої першої половини грудня довелося вести кіборгам з цього батальйону, при чому, досить успішно. На долю цього славнозвісного батальйону ще припаде не мало труднощів, але основних втрат бійці 90 батальйону зазнали після січневого взяття нового терміналу. Зі слів кіборга «Доктора Хаоса»: «30 листопада проривались ми туди як справжні лицарі, а виходили як боягузи, на КАМАЗах, через сепаратистські блокпости».
Вранці 1 грудня з'являється інформація, що українські військові підірвали старий термінал Донецького аеропорту та відійшли, мовляв, отримали відповідний наказ. Ближче до середини дня на брифінгу в РНБО повідомляється, що військові не підривали навмисно старий термінал аеропорту — жодного спеціально спланованого  підриву терміналу не було, там тривають запеклі бої, сенсу щось підривати немає. По тому оприлюднюється, що в Донецьку за участю української та російської сторін проходять переговори щодо припинення штурму аеропорту. Пресцентр АТО: «З метою врегулювання кризової ситуації, яка склалася в районі міжнародного аеропорту Донецьк, приймаються заходи з боку спільного центру з контролю і координації питань припинення вогню. Сьогодні з ранку в зазначений район виїхали керівники спільного центру української і російської сторін. Українську сторону представляє генерал-лейтенант Володимир Аскаров, Росії генерал-лейтенант Олександр Ленцов».

Під вечір того дня волонтер Юрій Бірюков повідомляє таке:
Оперативна по донецькому аеропорту, 20:56 понеділка: загалом, чутки про якийсь спецназ з Росії — не чутки. Прибуло кілька десятків якихось специфічних «космонавтів», які повели масу організмів на штурм. Загалом, якщо потім росіяни говоритимуть про нас, як про негостинну націю — не дивуйтеся. За даними перехоплення «Сепаррадіо» — 27 спецпризначенців вирушили сьогодні вранці додому, у затишних трунах… близько 25—30 місцевих організмів теж закінчили свій життєвий шлях. Поранено двох польових командирів.
2 грудня «спікер народної ради ДНР» А. Пургін заявив, що сторони домовилися про перемир'я в донецькому аеропорту. Він заявив, що до 9—10 числа планується почати відведення важкої техніки.
3 грудня Д. Тимчук заявив, що підрозділи бойовиків, які брали участь у штурмі Донецького аеропорту, відведено вглиб бойових порядків для відновлення боєздатності. У ході переговорів українських військових з бойовиками та росіянами було досягнуто домовленостей про взаємну евакуацію вбитих і поранених. Однак північніше цієї ділянки обстріли із застосуванням артилерії продовжувались. За даними групи ІС серед терористів, які загинули в боях за аеропорт 1 грудня було ідентифіковано труп в. о. начальника штабу однієї з бригад спеціального призначення ЗС РФ.
Заступник комбата 95-ї окремої аеромобільної бригади «кіборг» «Аскольд» повідомляє, що загалом протягом тижня перед 7-м жовтня загинуло понад 600 бойовиків: «До дня народження Путіна, наприклад, вони людей не шкодували. У боях в аеропорту сепаратисти гинули сотнями. За тією інформацією, яка до нас доходить, вони змогли вивезти звідти 600 загиблих, а інших навіть не змогли ідентифікувати. З нашого боку аеропорт прикривала реактивна артилерія».
Протягом 4 грудня терористи 8 разів атакували захисників Донецького аеропорту, щоразу змушені були відступати, залишаючи на полі бою убитих поплічників. Станом на ранок 5 грудня українські військові були змушені покинути старий термінал — повідомив журналіст Андрій Цаплієнко: «Рашисти забрали своїх» двохсотих «і пішли брати реванш. Кіборгам довелося піти зі старого терміналу… вранці туди все ж повернулися „найвідчайдушніші“… А спостерігачів як корова язиком злизала, зате журналістам стало легше проїхати на передову. Кажуть, „режим тиші“ можливий тільки тоді, коли на гради і урагани глушники надінуть».
5 грудня терористи намагалися здійснити лобову атаку, однак це намагання не увінчалося успіхом. Захисники нового терміналу змусили бандитів відійти, залишивши на полі бою тіла убитих терористів.
За 6—7 грудня у Донецькому аеропорту бойовики 8 разів обстрілювали з артилерії, гранатометів, мінометів, стрілецької зброї та проводили атаки на позиції українських військових. Напади були відбиті із застосуванням вогневої підтримки.
8 грудня РНБО повідомило, що в Донецькому аеропорту зруйновано старий та новий термінали. Проте українські бійці продовжують тримати оборону аеропорту та успішно відбивають атаки бойовиків.
10—11 грудня в часі чергового «перемир'я» бандугрупування 4 рази обстріляли захисників Донецької фортеці.
11 грудня один український боєць зазнав поранень, підірвавшись на розтяжці поблизу Пісків. Того ж дня під контролем міжнародних спостерігачів від наглядової місії ОБСЄ проведена заміна особового складу, ротацію вдалося провести без жодного пострілу та втрат серед військовослужбовців.
12 грудня українські військові розбирають завали на території старого терміналу, де лежать тіла двох українських «кіборгів» — загинули в боях минулого тижня. Того ж дня бойовики здійснюють три спроби спровокувати на бій українських військових, обстрілювали «кіборгів» із гранатометів та РПГ, також діяв снайпер — відкрив вогонь з території монастиря.
15 грудня, під час доставки конвоєм необхідних речей для захисників аеропорту, бойовики відкрили вогонь по колоні; напад було відбито.

Околиці ДАП, 24 грудня 2014
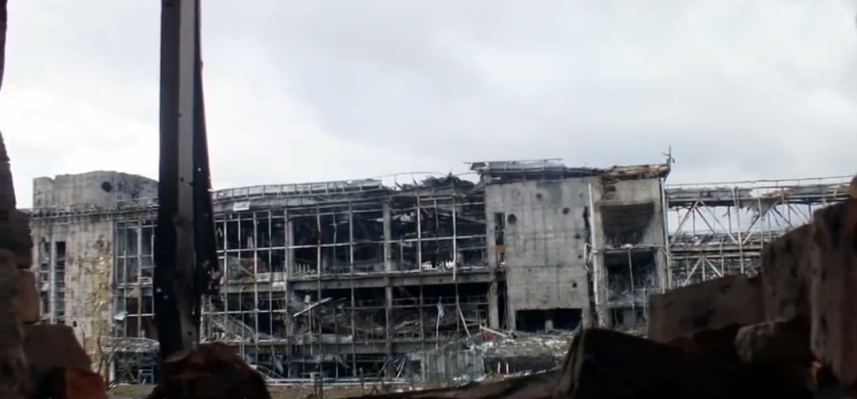
Руїни нового терміналу
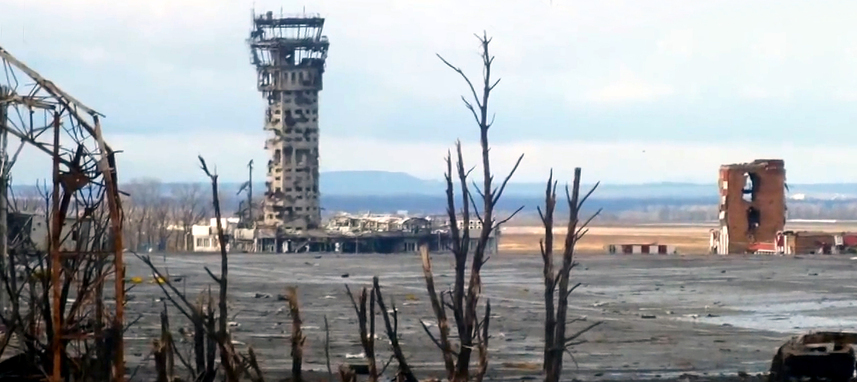
Руїни диспетчерської вежі
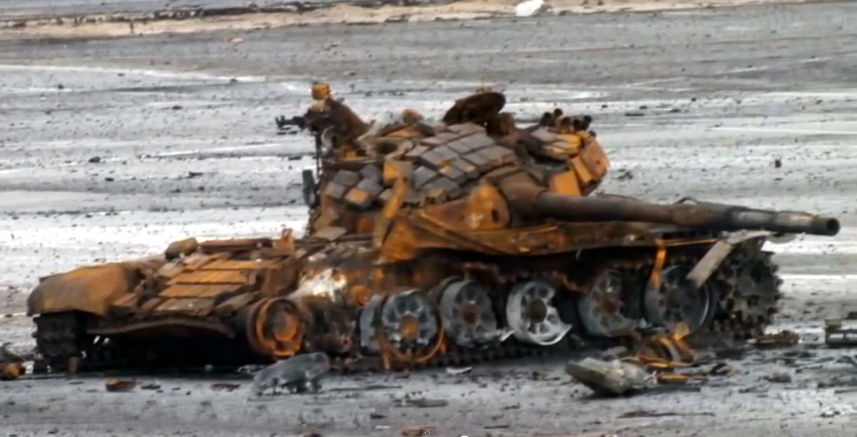
Спалений російський танк Т-72
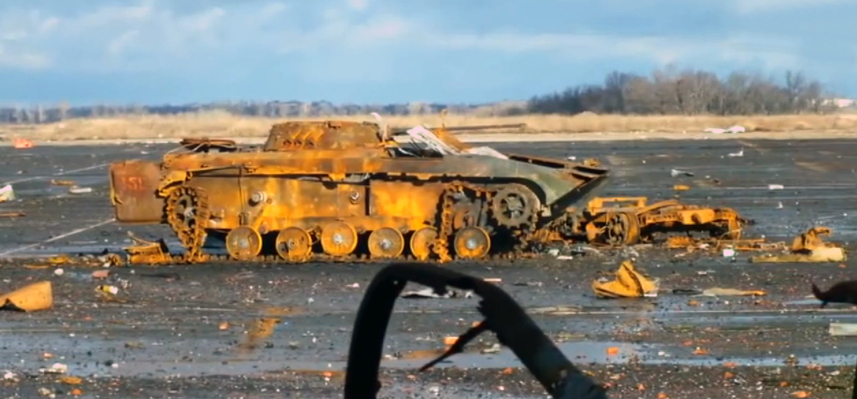
Спалений український БМП-2К
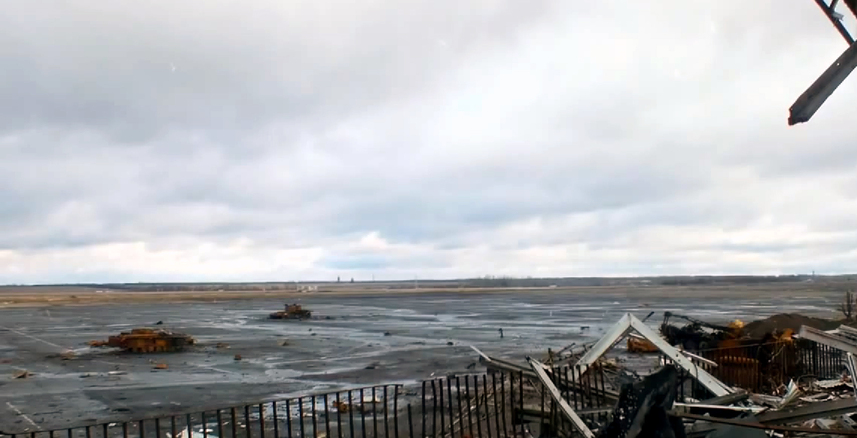
Злітна смуга
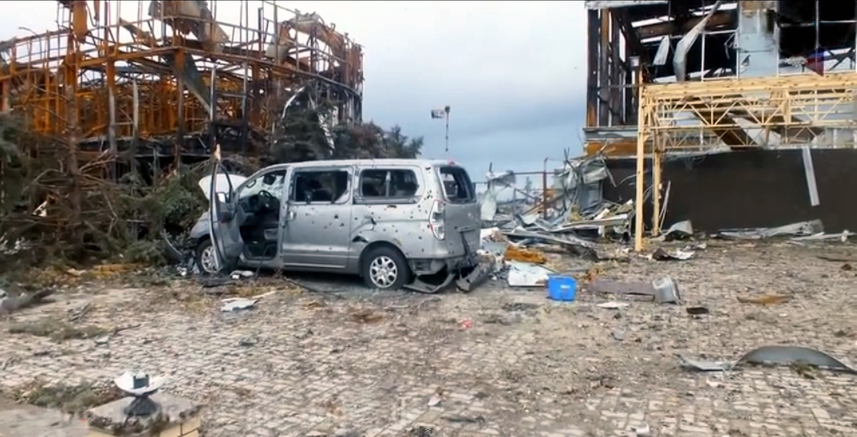
Руїни аеропорту (зовні)
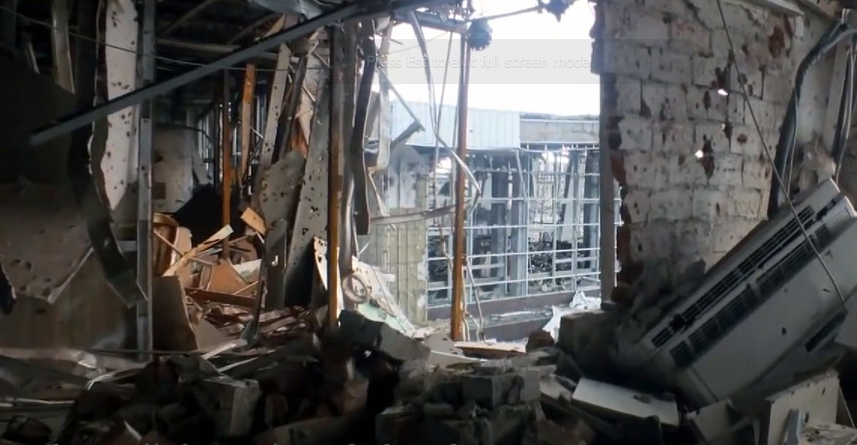
Руїни аеропорту (зсередини)
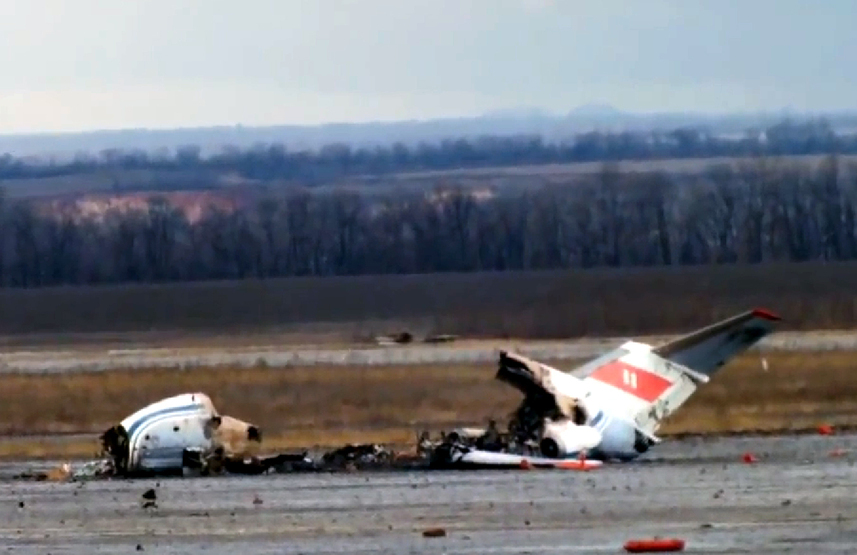
Зруйнований літак на злітній смузі

31 грудня українські спецпризначенці звільнили одного із захисників Донецького аеропорту з ворожого полону — під час відпустки в одному з населених пунктів Донеччини його було викрадено бандитами — планували переправити до «ДНР» задля подальшого обміну на гроші. Наслідком спецоперації було затримання силовиками трьох злочинців, «кіборга», що зазнав поранень унаслідок тортур, доставлено до Маріупольської лікарні швидкої допомоги.

### 2015

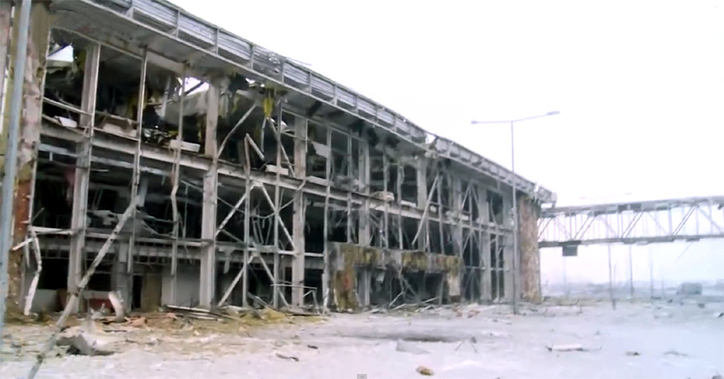
Руїни терміналу

1 січня бойовики зі штурмом намагалися прорватися в новий термінал, але після запеклого кількагодинного бою з втратами були відкинуті назад. Втрати захисників — 1 загиблий і 1 поранений.
6 січня загинув український вояк — при мінометному обстрілі терористами.
У ніч на 11 січня з Донецького аеропорту було евакуйовано 6 поранених «кіборгів», про це у Твіттері повідомив Петро Порошенко. Крім того, бійцям були доставлені боєприпаси та продовольство. У штабі АТО повідомили, що терористи протягом ночі двічі обстріляли з гранатометів новий термінал донецького аеропорту, з реактивної артилерії — метеовежу донецького летовища.
12 січня лідер донецьких бойовиків Олександр Захарченко висловився, що «не бачить ніякого сенсу» дозволяти ротацію сил АТО в Донецькому аеропорту і «офіційно» відмовився видавати поранених. Того ж дня у соцмережах з'явилась інформація, що в результаті запеклих боїв за аеропорт було знищено 15 росіян, 13 отримали поранення.
13 січня в результаті масованих обстрілів терористами, обвалилась Диспетчерська вежа аеропорту, яка в народі стала символом його оборони. Пізніше речник АТО А. Лисенко уточнив, що вежу зруйновано частково — до 5 поверху. Того ж дня один з «кіборгів» повідомив, що бойовики знову висунули їм ультиматум — піти до 17:00 з Нового терміналу, якщо вони цього не зроблять, то їх знищать. По українських бійцях б'ють із двох сторін танками з 400 метрів і артилерією. В.о. керівника пресслужби Генштабу Владислав Селезньов повідомив, що бійцям надається артпідтримка. О 14:45 у штабі АТО повідомили, що ситуацію в Донецькому аеропорту стабілізовано. У пресцентрі також повідомили, що з 6 ранку до 14 години вівторка незаконні збройні формування 42 рази обстріляли позиції українських військових.
В результаті довготривалих боїв, нападники зазнали серйозних втрат. Українські бійці продовжують контролювати територію.

В результаті невдалої атаки 13 січня загинуло понад 250 російських військових і бойовиків. Журналіст Петро Шуклінов повідомив — під час обстрілу загинуло від 50 до 250 російських військових: «Поки відбилися. За одними даними, допомога прийшла. За іншим, зовсім незначна. Але підсумок поки такий: російські артилеристи продовжують сходити з розуму, але горілі останки російських солдатів завалили рубежі вздовж лінії нашої оборони. Цифри називаються різні (за даними перехоплень) — від 50 до 250 кадрових російських військових у землі. Це тільки район аеропорту. По лінії розмежування цифр поки немає. Частина території дійсно втрачена».
14 січня один із лідерів бойовиків під час інтерв'ю російському телеканалу «Росія-24» заявив, що українські військові покидають територію Донецького аеропорту. Пізніше спікер АТО А. Лисенко заперечив цю інформацію і запевнив, що попри обстріли українські військові продовжують утримувати позиції.

### Відхід українських військ з аеропорту
15 січня станом на 12:38 терористи перед приїздом представників місії ОБСЄ обстрілювали новий термінал аеропорту та впритул підійшли до українських позицій. В їхніх планах було почати з нового терміналу обстрілювати міжнародну місію, щоб звинуватити в цьому українських військових. Лідер «ДНР» О. Захарченко заявив, що впродовж тридцяти хвилин аеропорт буде під контролем бойовиків, а над новим терміналом вже начебто піднято їхній прапор. Він заявив, що в аеропорту залишилось «не більше 10 чоловік» українських військових. О 13:00 з'явилась інформація, що спостерігачі ОБСЄ вирушили до аеропорту для моніторингу діяльності спільного центру по контролю і координації припинення вогню. О 13:15 у пресцентрі АТО назвали заяви Захарченка повною брехнею. «Бреше, як худий Сірко на місяць» — так прокоментував заяви лідера бойовиків полковник А. Лисенко. Полковник нагадав, що в Донецьку стоїть велика кількість російської техніки, але заяви про готовність взяти аеропорт не відповідають дійсності. Крім того, він підкреслив, що жодних наказів про відступ з аеропорту не було. Пізніше речник місії ОБСЄ Ірина Гудима повідомила, що вони зробили дві спроби, але так і не змогли доїхати до аеропорту. О 15:45 В. Селезньов повідомив, що попри штурм російських бойовиків, аеропорт залишається під контролем бійців АТО. Громадський активіст Дмитро Снегирьов з посиланням на власні джерела повідомив, що російські терористи при штурмі Донецького аеропорту використовували установку вибухового розмінування УР-77 «Метеорит». Застосування установок цього типу підтвердили і російські джерела, було також оприлюднене фото зруйнованого Нового терміналу з суцільним провалом майже половини даху, що був спричинений установками. Станом на 19-у годину в бою загинув один український військовий, та ще шість бійців поранено, до оборонців пробивається підкріплення. По прибуттю підмоги українські підрозділи в новому терміналі зробили контратаку на другому поверсі, щоб відкинути штурмові групи російської бригади «Спарта». У ближньому бою противник був вибитий із більшості приміщень на 2-му поверсі. Кілька разів у боях майже доходило до рукопашної — сторони розділяло 3-5 метрів. У четвер під час боїв за аеропорт загинули двоє українських військових. Того ж дня ОБСЄ закликало всі сторони негайно припинити бойові дії та вивести важке озброєння і збройні загони з аеропорту. 16 січня Д. Тимчук заявив, що бойовики відійшли в район Спартака й відновлюють свою боєздатність, отримуючи підкріплення. У штабі АТО повідомили, що після 20:00 вчорашнього дня в аеропорту спостерігається відносне затишшя. Опівночі бойовики обстріляли метеовежу з РСЗВ «Град» і після цього до самого ранку не відкривали вогонь. Аеропорт перебуває під контролем українських військ. «Міноборони ДНР» у свою чергу вкотре заявили, що вони нібито взяли аеропорт під контроль. Речник АТО А. Лисенко заявив, що новий термінал повністю під контролем українців, щодо старого терміналу, то він повністю зруйнований і не представляє ніякого інтересу. Президент Петро Порошенко заявив, що «кіборги» зробили неможливе і 15 січня буде вписаний золотими літерами в історію Збройних сил України. Вранці радник Президента Ю. Бірюков заявив, що бойовики вчора отримали підкріплення, а зараз почали повний штурм аеропорту. Один із «кіборгів» 93-ї бригади Збройних сил України заявив, що бойовики пустили газ у новому терміналі аеропорту, але військові продовжують утримувати свої позиції. Атака бойовиків почалась ще о 8 ранку. Бійці отримали міцну вогневу підтримку. Станом на 14:00 атаку бойовиків було відбито. Російські підрозділи «Спарти» влаштували димову завісу в терміналі для прикриття евакуації своїх численних поранених та вбитих. За даними головного редактора видання «Цензор. нет» Ю. Бутусова боєм у районі аеропорту керує особисто комбриг 93-ї бригади Олег Мікац, але оперативні рішення приймає не він. Під час штурму бойовики використовували димові шашки. Потім з'явилася інформація, що в аеропорт прибула комісія ОБСЄ. Комбат «Правого сектора» «Чорний», коментуючи ситуацію в районі Донецького аеропорту, заявив: «Ми відбиваємось і намагаємось їх (бойовиків) вбити більше». За день боїв загинув 1 «кіборг», 11 зазнали поранень (за даними А. Цаплієнко в аеропорту загинули 2 бійців), серед поранених — старший лейтенант Олег Височанський. У п'ятницю ввечері близько 50 активістів влаштували мітинг під Адміністрацією Президента. Вони намагалися привернути увагу Президента Порошенка до ситуації в Донецькому аеропорту, а також домогтися вивезення поранених «кіборгів». Заступник керівника головного департаменту безпеки та оборони Адміністрації президента О. Покотило заявив перед пікетувальниками, що в центрі АТО розробили план порятунку захисників Донецького аеропорту. Він зазначив, що всі поранені «кіборги» евакуйовані. Зброї у бійців достатньо.
Протягом ночі з 16 на 17 січня терористи обстрілювали аеропорт зі стрілецької зброї, мінометів та артилерії. Від 18.00, бойовики 44 рази відкривали вогонь, застосовуючи важке озброєння. З артилерії та реактивних систем залпового вогню також обстрілювалися й найближчі до летовища населені пункти. Найбільше постраждали Піски та Тоненьке. Також у ніч з 16 на 17  до нового терміналу прибуває підкріплення від 90 окремого аеромобільного батальйону у складі 15 чоловік, прибувши на місце на двох МТ-ЛБ, одна з яких одразу потрапляє під щільний вогонь кулеметів та РПГ. Під час десантування помічник механіка водія отримує несумісні з життям травми і за кілька хвилин помирає. Решта групи вдало десантується  і одразу долучається до бою.
17 січня вдень у пресцентрі АТО повідомили, що в Донецькому аеропорту тривають запеклі бої. У повідомленні зазначалось, що українські військові проводять заходи по вогневому блокуванню противника з метою евакуації поранених із нового терміналу. Журналіст А. Цаплієнко зазначив, що бойовики просять «кіборгів» припинити вогонь, щоби забрати своїх «200-их» та «300-их». Увечері українська артилерія завдавала вогневих ударів по скупченню живої сили та техніки бойовиків в районі летовища, бійцям «Правого сектора» вдалося забезпечити додатковий «коридор» до аеропорту з Пісків. «Кіборги» відбили у терористів частину території аеропорту, завдавши їм втрат, евакуйовано 23 поранених українських бійців та вивезено тіла 3 загиблих. Ближче до пізнього вечора зона контролю українських військових була розширена, при цьому вранці дезертувала частина терористів.
18 січня А. Лисенко заявив, що внаслідок наступу української армії на аеропорт бойові дії наблизилися до Донецька. Територію аеропорту, яку українська армія контролювала згідно з мінськими угодами було майже повністю зачищено. Під час боїв загинув грузин з 93-ї бригади. Пізніше стало відомо, що атаку в аеропорту очолив боєць «Кліщ», замість командира, який не зміг очолити атаку підрозділу українських військ. Того ж дня недалеко від аеропорту внаслідок боїв було зруйновано Путилівський міст. За одними даними його зруйнували бойовики, за іншими у нього влучив снаряд. Ввечері у МЗС Росії заявили, що згідно з мінськими домовленостями аеропорт начебто має бути переданий бойовикам. Крім того, у заяві йшлося, що «сили ДНР» начебто взяли аеропорт під свій контроль, а українські військові розгорнули повномасштабну бойову операцію з метою відбити цей стратегічний об'єкт. Коментуючи ситуацію в Донецькому аеропорту народний депутат А. Антонищак заявив, що українська артилерія працює з 9 ранку і операція, яка проходить у зоні аеропорту, абсолютно не порушує Мінські домовленості. Волонтер Т. Ричкова повідомила, що бійці в терміналі тримаються і їм допомагають усіма можливими шляхами.
19 січня в Генштабі заявили, що ситуацію в аеропорту контролюють «кіборги». Того ж дня Президент Порошенко заявив, що вчора він дав доручення одноразово відповісти на атаку терористів, оскільки ті не давали навіть вивести загиблих та поранених з-під обстрілу. А. Лисенко заявив, що згідно з мінськими домовленостями аеропорт має залишитись під контролем сил АТО. Радник президента Ю. Бірюков повідомив, що бойовики підірвали частину перекриття другого поверху, де перебувають українські військові і деякі з них отримали поранення (волонтер Олександр Макаренко повідомив, що поранених багато). Крім того, Бірюков повідомив, що бійцям їде велика підмога. Станом на першу половину дня в бою загинув 1 український, ще 10 поранені. В той самий час, наступним по відстані об'єктом після нового терміналу, була вщент зруйнована диспетчерська вежа керування польотами, її в той час героїчно тримали всього шестеро кіборгів з 90 окремого аеромобільного батальйону: «Павук», «Багдад», «Сергій», «Вась-вась», «Доктор Хаос» і «Тайсон» пізніше до них, дивом врятувавшись, приєднався «Лісник». Через добу кіборги з вежі підібрали трьох поранених, ними виявився екіпаж одного з трьох спалених тягачів, які їхали рятувати їх з оточення. Після вибухів у новому терміналі бійці відчули сильний масований наступ, при чому, з усіх боків. Але українські військові продовжували героїчно захищати руїни вежі.
20 січня у пресцентрі АТО повідомили, що станом на 7 ранку в аеропорту тривають бої, але українські військові далі контролюють об'єкти, які раніше звільнили від бойовиків. Помічник міністра оборони Ю. Бірюков пізніше заявив, що в аеропорту сили АТО проводять операцію. Пізніше Бірюков повідомив, що вранці декілька десятків ВДВ пішли на допомогу бійцям в аеропорту. Був густий туман, видимість була близько 20-30 метрів. Ще гіршою ситуація була в ДАП — пересуватися потрібно було по плоскому бетонному столу, без єдиного орієнтира. І вони промахнулися на 800 метрів, взявши трохи лівіше й потрапили прямо в місце концентрації бойовиків. Був бій. Були загиблі. І 8 бійців потрапили до полону. Увечері А. Лисенко заявив, що в аеропорту тривають жорстокі бої. Злітно-посадкова смуга повністю виведена з ладу, а українські підрозділи продовжують завдавати бойовикам важких втрат у живій силі та техніці. 21 січня терористичні формування підірвали перекриття нового терміналу донецького аеропорту, серед українських військових є загиблі та поранені. За свідоцтвом Т. Ричкової, «в ту ніч, коли завалилось перекриття, у нас було 48 двохсотих».
19 січня в результаті бою біля н.п. Спартак снайперами під керівництвом старшого лейтенанта Євгена Гончара зупинено відхід терористів. 20 січня кілька вояків 80-ї бригади потрапили в полон до чеченського терористичного формування.
21 січня під час боїв за аеропорт було поранено народного депутата Дмитра Яроша, якого врятувала каска. Ближче до середини з аеропорту евакуювали 22-х поранених військових.
Протягом двох днів не дочекавшись транспорту під лютою загрозою смерті, бійці 90 окремого аеромобільного батальйону вирішили покинути руїни диспетчерської вежі. Щоб відволікти і заставити бойовиків припинити вогонь вони викликали на себе РСЗВ Град, під залп якого вони вибігали з вежі, надалі рухаючись маршрутом «Доктора Хаоса» кіборги покинули диспетчерську вежу Донецького аеропорту. В період з 1-ї до 3-ї години ранку, кількома групами новий термінал донецького аеропорту залишили ще 13 вцілілих Кіборгів. Останнім вийшов приблизно 5.30 ранку боєць 90 окремого аеромобільного батальйону з позивним «fly». Це були останні герої, які захищали будівлі Міжнародного аеропорту «Донецьк» імені Сергія Прокоф'єва.
22 січня у пресцентрі АТО повідомили, що загинули 10 військових, 19 отримали поранення, «кіборги» відступили із Нового терміналу, але аеропорт не покинули, бої тривають. Головний редактор «Цензор. Нет» Ю. Бутусов повідомив, що новий і старий термінал донецького аеропорту та вежа укріплення повністю знищені. Того ж дня новий термінал покинули останні українські захисники, таким чином оборона цієї ділянки фронту тривала 242 дні. Радник президента Ю. Бірюков повідомив, що сили АТО закріплюються вздовж паркану з північної сторони аеропорту. Крім того, він розповів, що під час недільної операції сили АТО зайшли у Веселе та дійшли до Метро і навіть зайшли в старий термінал, але не змогли його утримати. Один з «кіборгів» повідомив, що операції завадило те, що бойовики заволоділи рацією бійців і чули всі переговори. В. Селезньов повідомив, що сили АТО чинять опір за злітною смугою і продовжують утримувати деякі об'єкти. Також стало відомо, що 16 українських бійців під час боїв попереднього дня отримали поранення та потрапили у полон, 6 військових загинуло. Станом на вечір 22 січня в Донецькому аеропорту залишилися не менше двадцяти українських військових — мають можливість відступити, однак продовжують бій. Того ж вечора до «кіборгів» прибуло підсилення з 79-ї аеромобільної бригади. Аеропорт розташований у межах досягнення всіх вогневих засобів, за винятком стрілецької зброї, українські військові продовжують контролювати його територію.
Після того, як новий термінал був повністю зруйнований закладеною бойовиками вибухівкою, шестеро українських бійців 90-го батальйону («Абдула», «Рекс», «Живчик», «Фокс», «Жмеринка», «Вовк») під командуванням Максима «Адама» Ридзанича продовжували без зв'язку утримувати позицію «Пожарка» у пожежному депо, що було між терміналом і диспетчерскою вежею аеропорту. Вони в повному оточенні ще 2 доби боронили свою позицію.
22 січня о 9.30 батальйонно-тактична група «1-ї слов'янської бригади» ДНР, підкріплена 10-ма танками Т-72 та протитанковою батареєю МТ-12, атакувала позицію «Зеніт» (в/ч 1428 ППО) зведеного загону Повітряних Сил ЗСУ «Дика качка». З бункера опорного пункту «Зеніт» на той час безпосереднє керівництво обороною ДАПу здійснював начальник ГШ ЗСУ та командувач ВДВ. Бойовикам вдалося повністю зімкнути кільце навколо позиції зведеного загону ПС та залишків батальйону 95 бригади. В результаті 9-ти годинного бою ворога було повністю знищено, позицію розблоковано, а ворожу техніку спалено вщент (1 Т-72 з пошкодженим приводом башти зміг повернутися на Спартак). В результаті бою було взято в полон 7 бойовиків, захоплено 2 БТР-80, 4 МТ −12 (одна одиниця в справному стані, була встановлена на позиції «Зеніт» та вела обстріл промзони Спартака). З боку зведеного загону ПС ЗСУ загинули 2 військовослужбовці. Майор Василь Петренко «Моцарт» (пост «Вінниця») та солдат Денис Попович «Денді» (пост «Грач»).
22 січня під час виконання бойового завдання біля аеропорту «Донецьк» у складі своїх екіпажів сержант Костянтин Балтага, командир танка старшина Анатолій Скрицький, солдат Володимир Суханін, навідник солдат Дмитро Тринога вели вогонь на ураження противника, пробиваючи кільце оточення для виходу українських підрозділів. Під час ведення бою з ладу вийшла гармата танку. Гармату було силами екіпажу відновлено не припиняючи бою. Старшина Скрицький, сержант Балтага та солдат Тринога були поранені, але не покинули бойових позицій.
22 січня підполковник Олег Климбовський перебував на блокпосту з двома десантниками, із озброєння — ПТКР «Фагот». Почався обстріл, терористи підвели до блокпоста 30 танків, БТР та автомобілів з українськими упізнавальними знаками. Після отримання дозволу вояки відкрили вогонь, скоординувавши співдію з іншими блокпостами. В бою було знищено 4 танки, 4 БМП, 2 БТР, 1 МТЛБ, 7 «Уралів», 1 КрАЗ, 4 протитанкові гармати МТ-12 «Рапіра», 1 автоматичний станковий гранатомет АГС-17 «Пламя», також РПГ та кулемети «Утес». Загинув старший сержант Іван Альберт. Підполковник Климбовський контужений, поранений осколками гранат, знепритомнів. Дістатись бункера командного пункту допоміг контужений старший сержант Андрій Сенечко. Майор медичної служби Олександр Лук'янчук надав першу допомогу, евакуйовані БТРом.
В ніч з 22 на 23 січня на пожежне депо з туману вийшли два українські офіцери (один — 81-ї бригади, а інший — 80-ї) на псевдо «Окунь» і «Єшка». Ризикуючи власним життям і не знаючи чи ще ціла «Пожарка» та чи не у полоні побратими, вони знаходять їх і повідомляють, що сталося. Після цього, спільно з групою, організовують відхід. «Окунь», маючи титул чемпіона України із спортивного орієнтування, веде групу не по карті, а вираховуючи кроки у темряві і виводить до Радіолокаційної станції аеропорту, де транспортом група евакуюється..
На ранок 23 січня до аеропорту намагалася проїхати машина з півтора десятки терористів, українська розвідка їх ліквідувала, одного залишили в живих. Тієї ж ночі бойовики передали українській стороні тіла восьми захисників аеропорту. Того дня вдалося визволити 3 українських військових та повернути тіла 8 загиблих бійців. Того ж дня українські силовики знищили загін «кадировців» в руїнах аеропорту — влаштували танці на руїнах. Волонтер Роман Доник: «У розпал радощів прилетіла кара небесна у вигляді одного пакету РСів (20 снарядів Граду). А потім ще хвилин 40 кара шліфувала ствольною артилерією».
З 23 на 24 січня під аеропортом вантажівки з бойовиками та російськими військовими потрапили під обстріл, понад 20 терористичних осіб загинули, 10 потрапили в полон. 24 січня проведена операція з евакуації поранених українських вояків 93-ї ОМБр, шість бійців доставлені в госпіталь. Того ж дня українська влада оприлюднила дані, що за останні 5 діб в боях за аеропорт знешкоджено 85 бойовиків, 53 поранено, знищено 7 танків, 12 броньованих машин, 9 одиниць автомобільної техніки, гармату МТ-12. З української сторони загинуло 18 військових, 235 поранено
.
25 січня українська артилерія знищила 2 гармати противника.
27 січня українські військовики відвоювали частину аеропорту, успішний бій було сплановано та проведено задля можливості забрати тіла сімох воїнів, що раніше загинули.

### 2021
20 лютого 2021 року в результаті пожежі у бліндажі поблизу Донецького аеропорту загинули 3 українських бійців.[джерело?]

## Втрати
За даними українського незалежного проєкту «Книга пам'яті полеглих за Україну», які були оприлюднені в січні 2018 року, підтверджені дані щодо втрат українських військових за період 242 днів оборони Донецького аеропорту становлять 100 осіб загиблими. Волонтер проєкту Герман Шаповаленко підкреслив, що число 100 — не заокруглення, а верифікований перелік. Точне місце загибелі чотирьох бійців не вдалося встановити, тому їх імена не були внесені до цього переліку. Ще четверо чоловік на січень 2018 були відсутні у тому списку — їх тіла не були знайдені. Враховуючи ці фактори, повний перелік імен, за словами Шаповаленка, може дещо змінюватися в залежності від того, що вважати територією ДАП, тому перелік може мати 99—109 прізвищ. Число поранених оцінюють у 440 осіб, згідно з повідомленнями у ЗМІ.
За даними Українського тижня, на січень 2018 року у боях за ДАП загинуло 101 українських військовиків, ще 9 вважалися зниклими безвісти.
За даними російської сторони, станом на 22 січня 2015 року загальні втрати Збройних сил України у Донецькому аеропорту і околицях в районі Пісків складають 597 осіб.

## Реакція
- Президент Росії Володимир Путін 24 жовтня 2014 року заявив, що згідно з Мінськими домовленостями Україна має залишити донецький аеропорт.[170]
- 16 січня 2015 року посол США в Україні Джеффрі Паєтт заявив, що атаки бойовиків на Донецький аеропорт є порушенням Мінських угод.[171]

## Оцінки
За оцінками генерал-майора Олега Мікаца в 2020 році, утримання українськими силами Донецького аеропорту сковувало сили супротивника. За його словами, найбільші бої за Дебальцеве почалися після того, як упав Донецький аеропорт, і якби українських військових не було в аеропорті, Україна могла втратити не лише Дебальцеве.
Оборону аеропорту такі організації як Хартія 97, ICTV порівнювали із обороною Брестської фортеці.
За словами кулеметника 93-ї бригади Олександра Сергєєва:

| Якби росіяни хоч раз побачили купи трупів своїх співвітчизників навколо аеропорту, побачили, як бродячі собаки гризуть людські кістки і бігають з головами мерців у зубах по злітній смузі, вони б назавжди зненавиділи цю війну. |
| — кулеметник 93-ї бригади Олександр Сергєєв. |

За словами лейтенанта Кирила Недрі:

| У той час Донецький аеропорт був найбільш українським місцем в Україні. Місце, куди сходилися задля захисту незалежності, соборності, територіальної цілісності, протидії ворогу, де стиралися всі протиріччя. На той час ми не особливо згадували про те, хто якою мовою говорить, хто з якого регіону походить, які має політичні вподобання. Нашою спільною ідеєю, єдиним кумиром була наша держава, за яку ми були готові померти. |
| |

## Вшанування

### Нагороди

#### Герой України
За оборону аеропорту дістали звання Героя України:
- солдат Брановицький Ігор Євгенович (23 серпня 2016, посмертно)
- молодший сержант Зінич Ігор Вікторович (14 жовтня 2015, посмертно)
- старший лейтенант Зубков Іван Іванович (10 червня 2015, посмертно)
- капітан Колодій Сергій Володимирович (23 серпня 2016, посмертно)
- майор Межевікін Євген Миколайович (14 жовтня 2015)
- доброволець Табала Сергій Олександрович (21 листопада 2016, посмертно)
- доброволець Горбенко Святослав Сергійович (28 серпня 2021, посмертно)

#### Нагрудний знак «За оборону Донецького аеропорту»
З 2015 року вручається недержавна нагорода — нагрудний знак «За оборону Донецького аеропорту».

#### Інші
19 жовтня 2014 року голова ВР України Олександр Турчинов нагородив дев'ятьох українських воїнів, які захищали Донецький аеропорт, іменними пістолетами «Форт».
27 січня 2015 року Президент Порошенко нагородив танкістів, які 22 січня забезпечували вихід українських підрозділів з оточення в аеропорту. Було нагороджено: лейтенанта Євгена Гончара орденом Богдана Хмельницького III ступеня, сержанта Костянтина Балтаргу, солдата Володимира Суханіна та навідника солдати Дмитра Триногу орденом «За мужність III ступеня», а також командира роти снайперів 95-ї аеромобільної бригади старшого лейтенанта Євгена Гончара.

### Кіборги
Наприкінці вересня 2014 року українські захисники аеропорту стали відомими як «кіборги». Згідно з українськими джерелами, уперше їх кіборгами назвав сепаратист, який намагався пояснити причину того, що озброєні проросійські бойовики не можуть зломити запеклий опір оборонців аеропорту. Прізвисько швидко стало популярним — його вживали як українські ЗМІ, так і український народ у соцмережах на позначення героїв-оборонців Донецького Аеропорту. З'явився численний фан-арт на тему кіборгів, нарукавні знаки для військовиків. Словник сучасної української мови та сленгу «Мислово» визнав кіборгів словом 2014 року, яке стало чи не єдиним серед найважливіших слів того року із позитивним значенням.

### День пам'яті кіборгів
З 2018 року 16 січня (рідше 20 січня), за ініціативою захисників Донецького аеропорту, у різних містах України вшановувався День пам'яті захисників Донецького аеропорту та усіх загиблих воїнів.
20 січня 2022 року з метою військово-патріотичного виховання, вшанування подвигу військовослужбовців, добровольців та волонтерів, які обороняли Донецький аеропорт від російського агресора, та продовження найкращих бойових традицій, спільним Наказом Міністра оборони України та Головнокомандувача Збройних Сил України установлено в системі Міністерства оборони України День вшанування захисників Донецького аеропорту відзначати щороку 20 січня.

### У мистецтві
|                                                                |  |  |
| Пам'ятна монета НБУ присвячена захисникам Донецького аеропорту |  |  |

Про бої в Донецькому аеропорту та про його захисників Леонід Кантер та Іван Ясній створили повнометражний документальний фільм «Добровольці Божої Чоти».
В. Тимчук написав поему «Донецький аеропорт».
Галерея світлин С. Лойка з «кіборгами» прикрасила першу шпальту «Лос-Анджелес Таймс».
У лютому 2015 р. свою фотовиставку «ВІЙНА. Без глянцю» зробив Валерій Логінов у Житомирі.
3 вересня 2015 року в київському видавництві «Брайт-Брукс» вийшов роман Сергія Лойка «Аеропорт».
Повнометражний художній фільм «Кіборги» режисера Ахтема Сеїтаблаєва (2017).
Подвигу героїв-«кіборгів» присвячена пісня тернопільського гурту «Долг» — «Аеропорт». Соліст — Віктор Маришев.

## Матеріали
- Ярослав Тинченко, Вони захищали ДАП [Архівовано 22 лютого 2020 у Wayback Machine.] // Український тиждень, 26 січня 2018
- 5 років від завершення оборони ДАПу: імена й фото всіх загиблих «кіборгів» [Архівовано 9 березня 2020 у Wayback Machine.] // Новинарня, 20 січня 2020
- Олег Сушинський, Соломія Подільська, Якою в історію України увійде битва за Донецький аеропорт: цифри та факти [Архівовано 22 лютого 2020 у Wayback Machine.] // АрміяInform, 20 січня 2020
- Ярослав Тинченко, Світлана Виговська, Оборона Донецького аеропорту, 2014—2015. Хроніка бойових втрат. Мартиролог [Архівовано 2 листопада 2021 у Wayback Machine.] // НВІМУ, Київ — 2020